# 단원병원
단원병원(Ansan DanWon Hospital)은 안산시에 위치한 종합병원이다.

## 연혁
- 2007년 : 개원
- 2008년 : 종합병원 승격

## 진료 과목
내과, 가정의학과, 심장내과, 산부인과, 소아청소년과, 신경과, 신경외과, 외과, 재활의학과, 정형외과, 흉부심장혈관외과, 응급의학과, 마취통증의학과, 영상의학과, 진단검사의학과, 피부, 비뇨기과, 치과, 안과